# 크레이토스 XQ-58 발키리

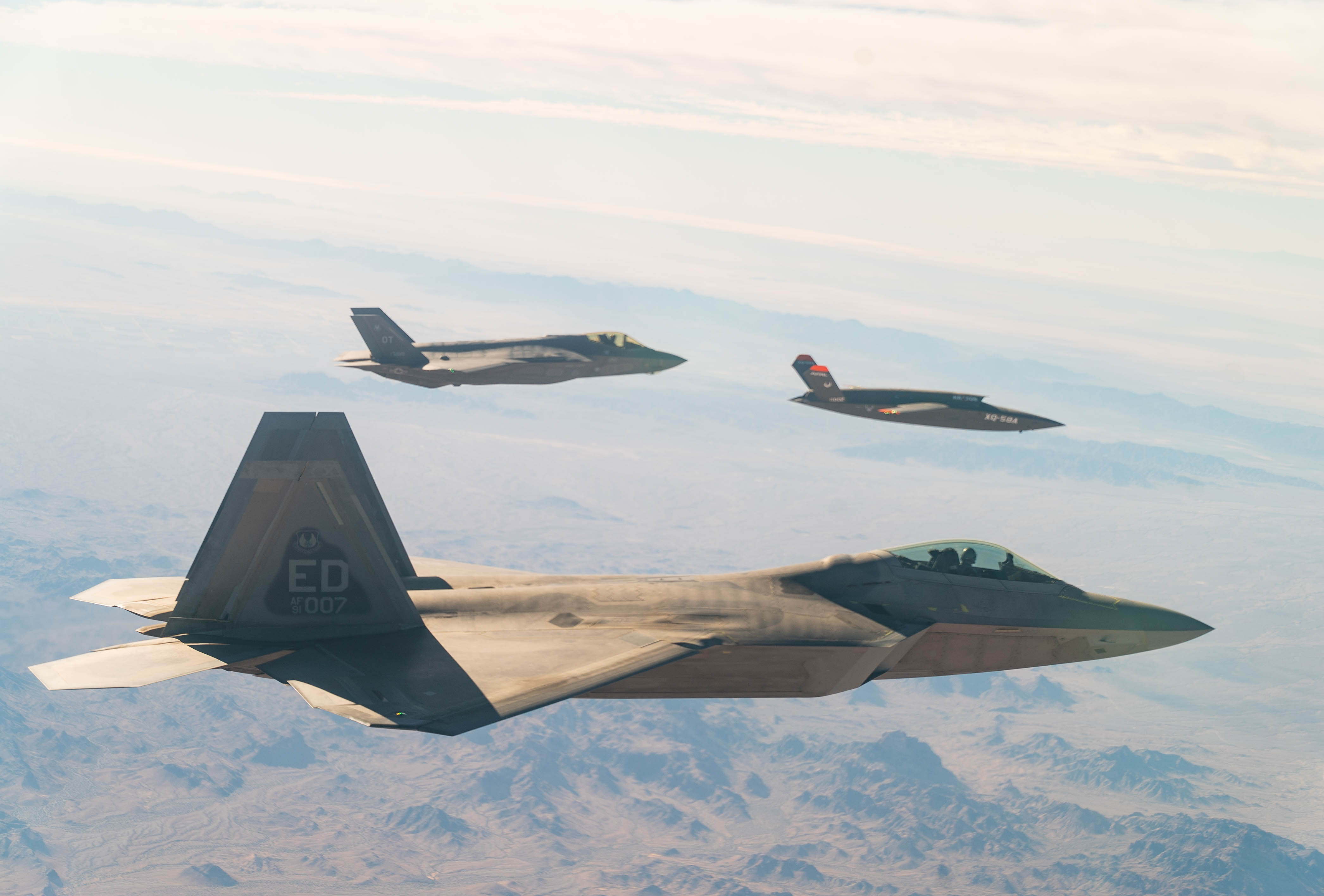
2020년 12월 9일, F-22, F-35와 함께 비행중인 발키리

크레이토스 XQ-58 발키리는 미국 크레이토스가 개발한 무인 전투기이다.

## 역사
미국 공군 연구소는 Low Cost Attritable Aircraft Technology (LCAAT) 프로그램을 계획했다. LCAAT는 F-22, F-35가 작전할 때 호위를 하는 무인 전투기이다. 위험 지역에 먼저 들어가 정찰을 하거나 레이더나 방공무기와 같은 위험 요소를 제거한다.
2019년 3월 5일, 최초의 시험비행을 했다. 인공지능을 탑재해 자율비행이 가능하다.
2020년 12월 9일, F-22, F-35와 함께 시험비행을 했다. 스텔스 전투기는 적 레이더에 걸리지 않을뿐더러 통신도 적이 듣지 못하도록 저감청(LPI) 암호 데이터 링크를 쓴다. 그런데 F-22와 F-35은 암호 데이터 링크 체계가 달라 서로 전장 정보를 교환할 수 없다. 그래서 XQ-58이 중계기를 달고 두 유인 스텔스 전투기 사이 데이터 링크를 주고받도록 해준 것이다.
2개의 내부무장창에 각각 250 kg x 4개, 모두 8발의 무기를 장착한다. 1500 파운드 추력의 윌리엄스 FJ33 터보젯 엔진 1개를 사용한다.
최대이륙중량은 알려지지 않았지만, 윌리엄스 FJ33 터보젯 엔진 1개를 사용하는 다른 제트기들은 대략 2.3-2.7톤 정도 된다. MQ-9 리퍼는 프로펠러 엔진을 사용하지만, 최대이륙중량 5톤이다. 즉, 발키리는 리퍼의 절반 정도 무게로 추정된다.

## 비교
크기를 비교하면 다음과 같다.
- F-22, 길이 18.92 m, 최대이륙중량 38 톤, 엔진 추력 26,000 파운드, 쌍발엔진
- F-35, 길이 15.67 m, 최대이륙중량 31.8 톤, 엔진 추력 28,000 파운드, 단발엔진
- XQ-58, 길이 8.8 m, 최대이륙중량 2.5 톤(추정), 엔진 추력 1,500 파운드, 단발엔진

## 같이 보기
- 보잉 로열 윙맨
- 스텔스기